# Diego Castell Campesino
Diego Ladislao Castell Campesino (Almassora, 1956) és un metge i polític valencià, alcalde de Castellfort i senador designat per les Corts Valencianes en la VI Legislatura.

## Biografia
Llicenciat en Medicina i Cirurgia per la Universitat de València. Militant del Partido Popular, a les eleccions municipals espanyoles de 1991 fou escollit alcalde de Castellfort. Entre 1995 i 1997 fou director per a la Gestió d'Atenció Primària i Promoció de la Salut de la Conselleria de Sanitat de la Generalitat Valenciana i entre 1997 i 1999 director general d'Atenció Primària i Farmàcia.
A les eleccions municipals espanyoles de 1999 fou novament escollit alcalde de Castellfort. De 1999 a 2007 fou senador designat per les Corts Valencianes. Ha estat membre de la Diputació Permanent del Senat i portaveu adjunt del Grup Parlamentari Popular. A les eleccions municipals espanyoles de 2007 fou escollit regidor d'Almassora.